# Jimmy Martínez
Pour les articles homonymes, voir Martinez.
Jimmy Martínez est un footballeur chilien né le 26 janvier 1997 à Talcahuano. Il joue au poste de milieu offensif.

## Biographie

### En club
Il joue plusieurs matchs en Copa Libertadores.

### En sélection
Il reçoit sa première sélection en équipe du Chili le 31 mai 2018, en amical contre la Roumanie (défaite 3-2).